# Orlando Roa Barbosa
Orlando Roa Barbosa (* 4. Juli 1958 in Cali) ist ein kolumbianischer Geistlicher und römisch-katholischer Erzbischof von Ibagué.

## Leben
Orlando Roa Barbosa studierte an den Priesterseminaren in Garzón und Ibagué. Am 6. Dezember 1984 empfing er die Priesterweihe für das Erzbistum Ibagué. Nach weiteren Studien erwarb er das Lizenziat in Dogmatik an der Päpstlichen Universität vom Heiligen Kreuz in Rom sowie in Philosophie und Religionswissenschaft an der Universidad Católica de Oriente in Rionegro.
Nach seiner Priesterweihe war er unter anderem Präfekt am Knabenseminar von Ibagué und Verantwortlicher für die Jugend- und Berufungspastoral. Er war Pfarrer in Santa Isabel und Ibagué. Schließlich wurde er Priesterseelsorger des Erzbistums und Regens des Priesterseminars.
Papst Benedikt XVI. ernannte ihn am 12. Mai 2012 zum Titularbischof von Nasbinca und Weihbischof in Ibagué. Der Erzbischof von Ibagué, Flavio Calle Zapata, spendete ihm am 28. Juli desselben Jahres die Bischofsweihe; Mitkonsekratoren waren Erzbischof Aldo Cavalli, Apostolischer Nuntius in Kolumbien, und Rubén Salazar Gómez, Erzbischof von Bogotá.
Am 30. Mai 2015 ernannte ihn Papst Franziskus zum Bischof von Espinal. Die Amtseinführung fand am 18. Juli desselben Jahres statt. Am 29. Mai 2020 ernannte ihn Papst Franziskus zum Erzbischof von Ibagué. Die Amtseinführung erfolgte am 18. Juli desselben Jahres.